# Cemex

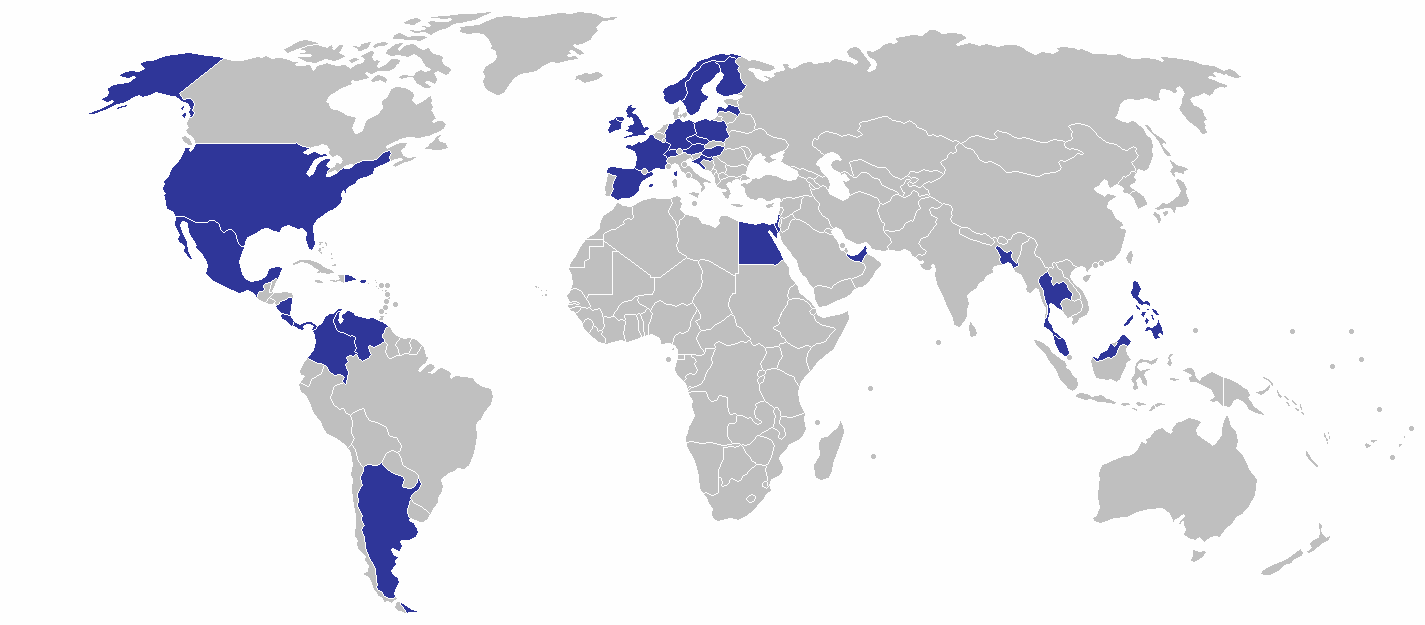
Cemex-Werke in der Welt

CEMEX SA de CV ist ein global operierender Baustoffhersteller, vor allem im Transportbetonbereich, und einer der zehn größten Zementhersteller der Welt. Neben den beiden Hauptgeschäftsbereichen Zement und Beton betreibt die Cemex weltweit noch fast 400 Abbaustätten von mineralischen Rohstoffen wie Sand, Kies und Bruchstein. Des Weiteren werden Zementklinker und Betonfertigteile produziert. Cemex ist im Índice de Precios y Cotizaciones (IPC) an der Bolsa Mexicana de Valores gelistet.
Unternehmenssitz ist San Pedro Garza García in der Nähe von Monterrey.

## Geschichte
Das Unternehmen wurde 1906 gegründet. Nachdem sich die Aktivitäten bis Anfang der 1980er-Jahre auf Mexiko beschränkt hatten, baute das Unternehmen seine Position zunächst auf dem amerikanischen Kontinent aus und ist seit Mitte der 1980er-Jahre börsennotiert. Ab den 1990er-Jahren hat Cemex etliche Zement- und Betonunternehmen im globalen Markt aufgekauft und wurde schnell zum Global Player. Durch die Übernahme des US-amerikanischen Unternehmens Southdown 2001 und der Übernahme der britischen RMC Group (besser bekannt als „Readymix“) im Jahre 2005 wurde Cemex zum weltweit größten Transportbetonhersteller. Im Jahr 2007 wurde das australische Unternehmen Rinker erworben. Wegen dieser Übernahme musste sich das Unternehmen aus kartellrechtlichen Gründen von seinen Werken für Beton, Zement und Zuschlagstoffe in den US-Bundesstaaten Florida und Arizona trennen. Diese wurden an den irischen Konzern Cement Roadstone Holding für 4,5 Mrd. US-Dollar (3,2 Mrd. Euro) verkauft.
CEO des Unternehmens war bis 15. Mai 2014 der Mexikaner Lorenzo Zambrano.
Die CEMEX Deutschland AG zählt ca. 1.500 Beschäftigte.
Im Jahr 2004 erhielt Cemex den Wharton Infosys Business Transformation Award für den Bereich Lateinamerika für seinen kreativen und effizienten Einsatz von Informationstechnologie.
Am 24. Februar 2009 gab die Geschäftsleitung bekannt, dass das Unternehmen mit Schulden von rund 19 Milliarden Dollar vom Konkurs bedroht sei und dringend eine Refinanzierung benötige. Zugleich wurde angekündigt, zehn Prozent der Belegschaft zu kündigen. Der geplante Verkauf der ungarischen und österreichischen Werke an den Baukonzern STRABAG scheiterte Ende Juni 2009 an der fehlenden Zustimmung der Kartellbehörden.